# Landelijke fietsroute 7

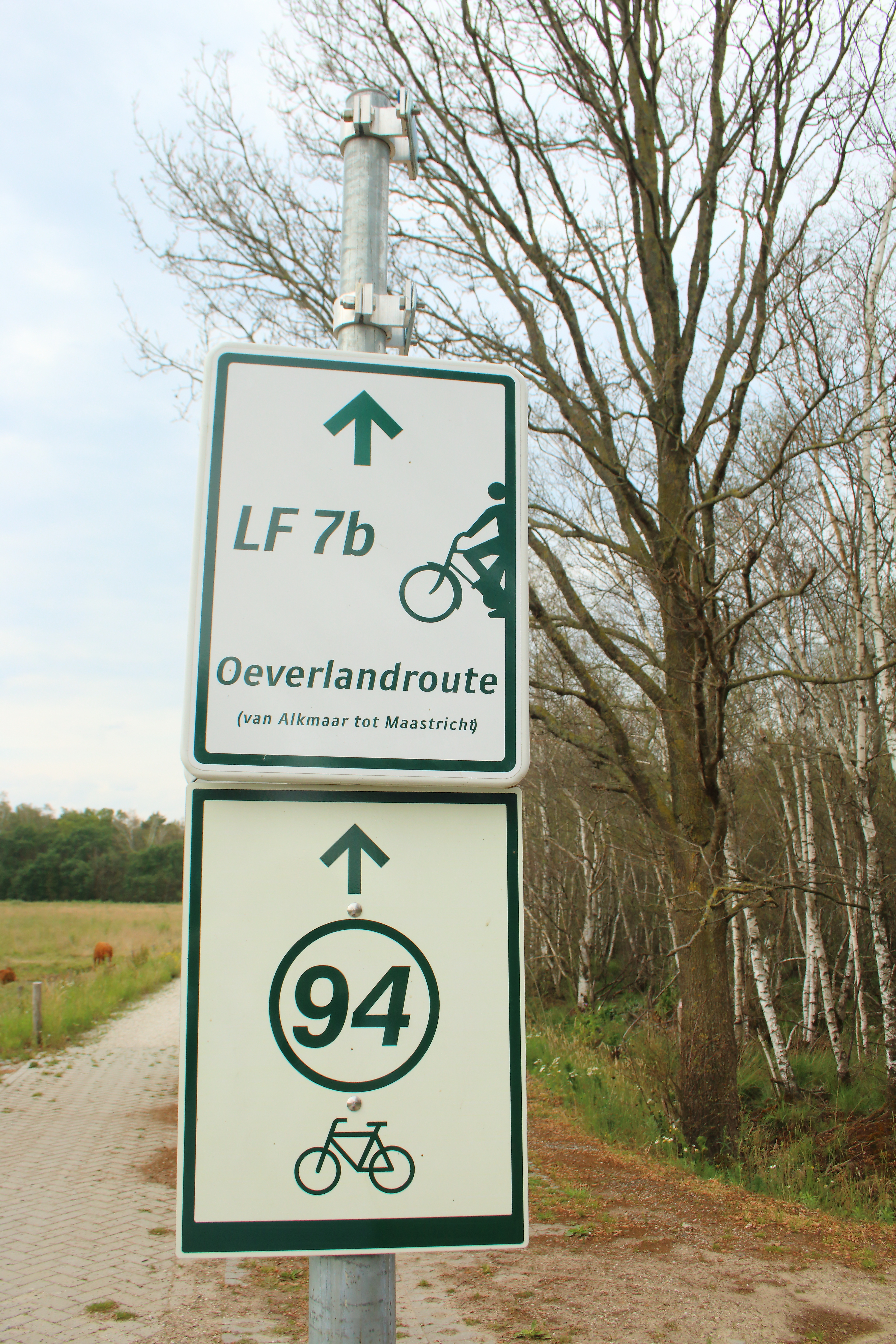
Oeverlandroute bij Nationaal Park De Groote Peel

De Oeverlandroute of LF7 was een LF-route in Nederland en België tussen Schoorl (in de buurt van Alkmaar) en Kanne (vlak bij Maastricht), een route van ongeveer 350 kilometer. De route steekt de grote rivieren van Nederland over en loopt langs veel rivieroevers. Daar komt de naam ook vandaan.
Het fietspad voert in Nederland door de provincies Noord-Holland, Utrecht, Gelderland, Noord-Brabant en Limburg. Het Belgische deel maakt deel uit van de Vlaanderen Fietsroute en voert langs de westoever van de Maas en rond Maastricht.
De route was van Alkmaar naar Maastricht genummerd als LF7a en van Maastricht naar Alkmaar als LF7b.
In het voorjaar van 2021 zijn de routebordjes van de LF7 Oeverlandroute verwijderd en daarmee is de route opgeheven.